# بوریس دنیچ

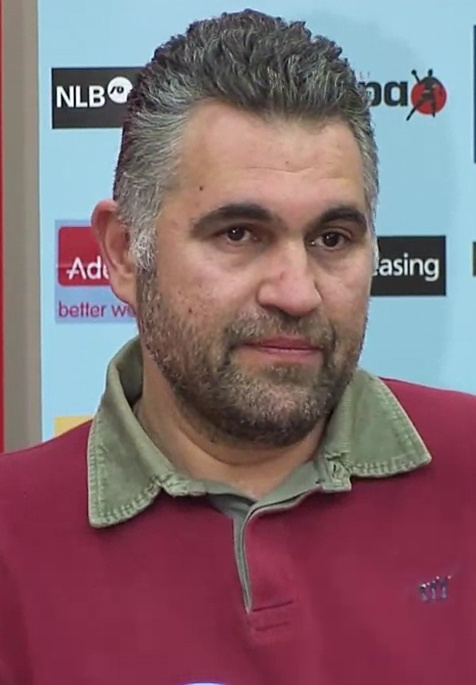
بوریس دنیچ در سال ۲۰۱۵

بوریس دنیچ (زاده ۱۲ سپتامبر ۱۹۶۷)، بازیکن هندبال بازنشسته و مربی اسلوونیایی تیم ملی هندبال عربستان سعودی است. او بین سالهای ۲۰۱۰ تا ۲۰۱۵، مربیگری تیم ملی هندبال اسلوونی را بر عهده داشت.  

## حرفه
در زمان بازیگری، وی دروازه‌بان بود. او ۵۲ بازی برای تیم ملی اسلوونی انجام داده است. 